# 경신상로
경신상로(Gyeongsinsang-ro)는 인천광역시 남동구 구월동에서 수산동까지 이르는 인천광역시도로, 총 연장은 1.690 km이다. 또한 도로명이 유래된 것은 옛 지명인 경신마을 위쪽에 위치한 도로임을 인용하여 제명되었다.

## 역사
- 2009년 11월 16일 : 도로명으로 경신상로를 고시

## 주요 경유지
- 남동구
  - 구월4동 - 수산동

## 접촉하는 도로
- 인주대로
- 성마달로
- 찬우물로
- 배려터로

## 주변 건물 및 시설
- 남동문화근린공원 (경신상로 28/구월동 620-13)
- 기쁜소식인천교회 (경신상로 76/구월동 635-7)